# Петро-Михайлівська сільська рада
Петро-Михайлівська сільська рада — орган місцевого самоврядування Петро-Михайлівської сільської громади у Запорізькому районі Запорізької області.

## Загальні відомості
Історична дата утворення: в 1943 році. Водоймища на території, підпорядкованій раді: річка Дніпро.
Територія Петро-Михайлівської сільської ради розташована в північно-західній частині Запорізького району.
В східній частині території з півночі на південь проходить автомагістраль Москва-Сімферополь.

## Населені пункти
Сільській раді підпорядковані населені пункти:
- с. Петро-Михайлівка
- с. Грушівка
- с. Круглик
- с. Улянівка

## Склад ради
Рада складається з 16 депутатів та голови.

### Керівний склад ради
| ПІБ                         | Основні відомості                                                                       | Дата обрання | Дата звільнення |
| --------------------------- | --------------------------------------------------------------------------------------- | ------------ | --------------- |
| Тищенко Світлана Миколаївна | Сільський голова, 1964 року народження, освіта, позапартійна                            | 26.03.2006   | 31.10.2010      |
| Тищенко Світлана Миколаївна | Сільський голова, 1964 року народження, освіта середня спеціальна, член Партії регіонів | 31.10.2010   |                 |

Примітка: таблиця складена за даними джерела